# Хант, Наташа
Наташа Хант (англ. Natasha Hunt, родилась 21 марта 1989 года) — английская регбистка, скрам-хав (полузащитница схватки) английского клуба «Личфилд» и сборной Англии.

## Образование
Хант окончила школу Дин Магна, колледж Хартпери и университет Бата. Она дипломированный учитель, преподавала физкультуру в школе Короля Эдуарда в Бирмингеме и школе сэра Грэма Балфура в Стэффорде.

## Карьера

### Клубная
В регби с 17 лет, выступала за команды «Малверн», «Бат» и «Бристоль», прежде чем перейти в «Личфилд».

### В сборной
Хант выступала за сборные до 20 лет, вторую сборную (Англия A) и сборную по регби-7, в составе которой стала чемпионкой Европы 2012 года. В составе основной сборной Наташа играла на чемпионате мира 2014 года, завоевав титул чемпионки мира и проведя в финале против Канады свой 29-й матч — это позволило ей подписать первый профессиональный контракт. В составе сборной Великобритании по регби-7 — участница турнира Олимпийских игр 2016 года в Рио-де-Жанейро, заняла со сборной 4-е место.
После Олимпиады Хант с сентября 2016 года стала выступать на постоянной основе за сборную Англии. 30-ю игру она провела в ноябре против команды Франции на «Туикенеме» (победа 10:5). В 2017 году выступила снова на чемпионате мира по регби в Ирландии, завоевав серебряные медали с командой.

## Достижения

### Регби-7
- Чемпионка Европы 2012 года

### Регби
- Чемпионка Кубка шести наций 2012
- Чемпионка мира 2014 года
- Серебряный призёр чемпионата мира 2017 года